# Hægt mig i Ryggen
Hægt mig i Ryggen er en dansk stumfilm fra 1914, der er instrueret af Sofus Wolder efter manuskript af Harriet Bloch.

## Handling
Denne artikel mangler et handlingsreferat. Hjælp os med at skrive det.